# Светско првенство у хокеју на леду 2022 — Дивизија III
Светско првенство дивизије III у хокеју на леду за 2022, двадесето је по реду такмичење за титулу светског првака у четвртом квалитетном рангу светског репрезентативног хокеја. Такмичење, на ком је учествовало укупно 8 селекција подељених у две квалитетне групе (Група А - 5 екипе, Група Б – 3 кипе, одржавало се од 3. до 8. априла у Кокелшојеру који је био домаћин групе А и Кејптауну где се играла група Б.
Након што је турнир отказан претходне две године због пандемије ковида 19, сви тимови су остали у својим дивизијама.
Репрезентација Уједињених Арапских Емирата освојила је прво место на турниру групе А и тако се пласирала у другу дивизију као и другопласирана репрезентација Турске. Првопласирана репрезентација у групи Б била је репрезентација Јужноафричке Републике а другопласирана репрезентација Тајланда. Обе екипе су оствариле пласман у групу А.
Због руске инвазије на Украјину 2022. године, Русија и Белорусија су суспендоване са светског првенства 2022 и 2023. Како би се свака група светских првенстава вратила нормалном броју тимова, ИИХФ је након турнира донео одлуку да не испадну Луксембург и Босна и Херцеговина, који су завршили последњи у Групи А и Б, него да промовишу Турску и Тајланд, другопласиране екипе из обе групе.

## Група А
Првенство треће дивизије на светском шампионату 2022. играло се од 3. до 8. априла у Кокелшојеру, граду у Луксембургу. Све утакмице су се играле на леду градске ледене дворане у Кокелшојеру. На турниру је учествовало 5 екипа, две из Европе и три из Азије, играло се по лигашком систему у четири кола, а две првопласиране екипе обезбедиле су наступ на првенство друге дивизије за 2023. годину.
Титулу светског првака у трећој дивизији освојила је селекција Уједињених Арапских Емирата која је једина остварила свих четири победа на турниру. На одиграних 10 утакмица постигнуто је укупно 103 голова, односно 10,3 погодака по утакмици. Све мечеве је уживо пратило 3.376 гледалаца или у просеку 443 гледаоца по утакмици. Најефикаснији играч турнира је нападач првопласиране селекције Максим Захаро са 22 поена. 

### Учесници
| Екипа          | Квалификације                    |
| -------------- | -------------------------------- |
| Северна Кореја | 6. место у Дивизији II, група Б  |
| Турска         | 2. место у Дивизији III          |
| Туркменистан   | 3. место у Дивизији III          |
| Луксембург     | Домаћин, 4. место у Дивизији III |
| Кинески Тајпеј | 5. место у Дивизији III          |
| УАЕ            | 1. место у квалификацијама       |

### Судије
За турнир су изабрана три судије и пет линијских судија.
| Главне судије                                 | Линијске судије                                                                       |
| --------------------------------------------- | ------------------------------------------------------------------------------------- |
| - Офер Рашал - Џонатан Бургер - Ђорђе Фазекас | - Мартен Ван ден Акер - Томислав Грозај - Винсент Зед - Лодевијк Белен - Давид Пердув |

### Резултати и табела
|  | Пласман на СП 2023, дивизија II − група Б |
|  | Одустали од такмичења због ковида 19      |

| #          | Репрезентација  | Ут | П | Ппр | Ипр | И | ГД | ГП | ГР  | Бод |
| ---------- | --------------- | -- | - | --- | --- | - | -- | -- | --- | --- |
| 1. (37/49) | УАЕ             | 4  | 4 | 0   | 0   | 0 | 41 | 11 | +30 | 12  |
| 2. (38/49) | Турска          | 4  | 3 | 0   | 0   | 1 | 23 | 22 | +1  | 9   |
| 3. (39/49) | Туркменистан    | 4  | 1 | 0   | 1   | 2 | 17 | 23 | -6  | 4   |
| 4. (40/49) | Кинески Тајпеј  | 4  | 1 | 0   | 0   | 3 | 11 | 23 | −6  | 3   |
| 5. (41/49) | Луксембург      | 4  | 0 | 1   | 0   | 3 | 11 | 24 | −13 | 2   |
| 6.         | Северна Корејаа | 0  | 0 | 0   | 0   | 0 | 0  | 0  | 0   | 0   |

Извор:ИИХФ

Напомена: a - Северна Кореја је повукла свој тим 3. фебруара 2022. због пандемије ковида 19 ограничења путовања.
| 3. април 2022. 15:30 | УАЕ | 10 : 4 4:2, 4:1, 2:1 | Туркменистан | Градска ледена дворана, Кокелшојер Посетилаца: 100 |

| Извор | Извор | Извор | Извор | Извор |
| ----- | ----- | ----- | ----- | ----- |
|       |       |       |       |       |
|       |       |       |       |       |
|       |       |       |       |       |
|       |       |       |       |       |

| 3. април 2022. 19:00 | Турска | 7 : 2 1:0, 3:1, 3:1 | Луксембург | Градска ледена дворана, Кокелшојер Посетилаца: 1.050 |

| Извор | Извор | Извор | Извор | Извор |
| ----- | ----- | ----- | ----- | ----- |
|       |       |       |       |       |
|       |       |       |       |       |
|       |       |       |       |       |
|       |       |       |       |       |

| 4. април 2022. 15:30 | Кинески Тајпеј | 2 : 10 0:5, 0:4, 2:1 | УАЕ | Градска ледена дворана, Кокелшојер Посетилаца: 50 |

| Извор | Извор | Извор | Извор | Извор |
| ----- | ----- | ----- | ----- | ----- |
|       |       |       |       |       |
|       |       |       |       |       |
|       |       |       |       |       |
|       |       |       |       |       |

| 5. април 2022. 15:30 | Кинески Тајпеј | 2 : 6 0:1, 1:1, 1:4 | Турска | Градска ледена дворана, Кокелшојер Посетилаца: 75 |

| Извор | Извор | Извор | Извор | Извор |
| ----- | ----- | ----- | ----- | ----- |
|       |       |       |       |       |
|       |       |       |       |       |
|       |       |       |       |       |
|       |       |       |       |       |

| 5. април 2022. 19:00 | Туркменистан | 4 : 5 (про) 2:2, 1:2, 1:0, 0:1 | Луксембург | Градска ледена дворана, Кокелшојер Посетилаца: 580 |

| Извор | Извор | Извор | Извор | Извор |
| ----- | ----- | ----- | ----- | ----- |
|       |       |       |       |       |
|       |       |       |       |       |
|       |       |       |       |       |
|       |       |       |       |       |

| 6. април 2022. 15:30 | УАЕ | 13 : 4 3:0, 5:2, 5:2 | Турска | Градска ледена дворана, Кокелшојер Посетилаца: 50 |

| Извор | Извор | Извор | Извор | Извор |
| ----- | ----- | ----- | ----- | ----- |
|       |       |       |       |       |
|       |       |       |       |       |
|       |       |       |       |       |
|       |       |       |       |       |

| 7. април 2022. 15:30 | Туркменистан | 4 : 2 0:2, 3:0, 1:0 | Кинески Тајпеј | Градска ледена дворана, Кокелшојер Посетилаца: 79 |

| Извор | Извор | Извор | Извор | Извор |
| ----- | ----- | ----- | ----- | ----- |
|       |       |       |       |       |
|       |       |       |       |       |
|       |       |       |       |       |
|       |       |       |       |       |

| 7. април 2022. 19:00 | Луксембург | 1 : 8 1:2, 0:5, 0:1 | УАЕ | Градска ледена дворана, Кокелшојер Посетилаца: 558 |

| Извор | Извор | Извор | Извор | Извор |
| ----- | ----- | ----- | ----- | ----- |
|       |       |       |       |       |
|       |       |       |       |       |
|       |       |       |       |       |
|       |       |       |       |       |

| 8. април 2022. 15:30 | Турска | 6 : 5 1:0, 4:2, 1:3 | Туркменистан | Градска ледена дворана, Кокелшојер Посетилаца: 134 |

| Извор | Извор | Извор | Извор | Извор |
| ----- | ----- | ----- | ----- | ----- |
|       |       |       |       |       |
|       |       |       |       |       |
|       |       |       |       |       |
|       |       |       |       |       |

| 8. април 2022. 19:00 | Луксембург | 3 : 5 1:1, 0:2, 2:2 | Кинески Тајпеј | Градска ледена дворана, Кокелшојер Посетилаца: 700 |

| Извор | Извор | Извор | Извор | Извор |
| ----- | ----- | ----- | ----- | ----- |
|       |       |       |       |       |
|       |       |       |       |       |
|       |       |       |       |       |
|       |       |       |       |       |

Напомена: Сатница свих утакмица је по локалном времену UTC+2.

## Група Б
Првенство треће дивизије групе Б на светском шампионату 2022. играло се од 13. до 18. марта у Кејптауну, граду у Јужноафричкој Републици. Све утакмице су се играле на леду градске ледене дворане у Кејптауну. На турниру је учествовало 3 екипа, по једна из Европе, Азије и Африке, играло се по лигашком систему у четири кола, а две првопласиране екипе обезбедиле су наступ на првенство треће дивизије групе А за 2023. годину.
Титулу светског првака у трећој дивизији групе Б освојила је селекција Јужноафричке Републике која је остварила три победе и један пораз након пенала на турниру. На одиграних 6 утакмица постигнуто је укупно 56 голова, односно 9,33 погодака по утакмици. Све мечеве је уживо пратило 1.455 гледалаца или у просеку 243 гледаоца по утакмици. Најефикаснији играч турнира је нападач селекције Тајланда Јан Исаксон са 12 поена. 

### Учесници
| Екипа               | Квалификације                             |
| ------------------- | ----------------------------------------- |
| Јужна Африка        | Домаћин, 6. место у Дивизији III, група А |
| Хонгконг            | 2. место у Дивизији III Б                 |
| Тајланд             | 3. место у Дивизији III Б                 |
| Босна и Херцеговина | 4. место у Дивизији III Б                 |

### Судије
За турнир су изабрана две судије и три линијске судије.
| Главне судије                    | Линијске судије                                   |
| -------------------------------- | ------------------------------------------------- |
| - Стеф Остерлинг - Мартин Јобаги | - Мартин Бојадијев - Морне Мозес - Ахмед Ал-Фарси |

### Резултати и табела
|  | Пласман на СП 2023, дивизија III − група А |
|  | Одустали од такмичења због ковида 19       |

| #          | Репрезентација      | Ут | П | Ппр | Ипр | И | ГД | ГП | ГР  | Бод |
| ---------- | ------------------- | -- | - | --- | --- | - | -- | -- | --- | --- |
| 1. (42/49) | Јужна Африка        | 4  | 3 | 0   | 1   | 0 | 24 | 13 | +11 | 10  |
| 2. (43/49) | Тајланд             | 4  | 2 | 1   | 0   | 1 | 20 | 17 | +3  | 8   |
| 3. (44/49) | Босна и Херцеговина | 4  | 0 | 0   | 0   | 4 | 12 | 26 | -14 | 0   |
| 4.         | Хонгконга           | 0  | 0 | 0   | 0   | 0 | 0  | 0  | 0   | 0   |

Извор:ИИХФ

Напомена: a - Хонгконг је повукао свој тим 14. фебруара 2022. због пандемије ковида 19.
| 13. март 2022. 19:00 | Јужна Африка | 8 : 3 2:0, 2:3, 4:0 | Босна и Херцеговина | Градска ледена дворана, Кејптаун Посетилаца: 250 |

| Извор | Извор | Извор | Извор | Извор |
| ----- | ----- | ----- | ----- | ----- |
|       |       |       |       |       |
|       |       |       |       |       |
|       |       |       |       |       |
|       |       |       |       |       |

| 14. март 2022. 19:00 | Босна и Херцеговина | 4 : 8 0:2, 2:2, 2:4 | Тајланд | Градска ледена дворана, Кејптаун Посетилаца: 60 |

| Извор | Извор | Извор | Извор | Извор |
| ----- | ----- | ----- | ----- | ----- |
|       |       |       |       |       |
|       |       |       |       |       |
|       |       |       |       |       |
|       |       |       |       |       |

| 15. март 2022. 19:00 | Јужна Африка | 5 : 2 0:0, 2:2, 3:0 | Тајланд | Градска ледена дворана, Кејптаун Посетилаца: 280 |

| Извор | Извор | Извор | Извор | Извор |
| ----- | ----- | ----- | ----- | ----- |
|       |       |       |       |       |
|       |       |       |       |       |
|       |       |       |       |       |
|       |       |       |       |       |

| 16. март 2022. 19:00 | Босна и Херцеговина | 2 : 6 1:6, 1:0, 0:0 | Јужна Африка | Градска ледена дворана, Кејптаун Посетилаца: 265 |

| Извор | Извор | Извор | Извор | Извор |
| ----- | ----- | ----- | ----- | ----- |
|       |       |       |       |       |
|       |       |       |       |       |
|       |       |       |       |       |
|       |       |       |       |       |

| 17. март 2022. 19:00 | Тајланд | 4 : 3 1:1, 1:1, 2:1 | Босна и Херцеговина | Градска ледена дворана, Кејптаун Посетилаца: 100 |

| Извор | Извор | Извор | Извор | Извор |
| ----- | ----- | ----- | ----- | ----- |
|       |       |       |       |       |
|       |       |       |       |       |
|       |       |       |       |       |
|       |       |       |       |       |

| 18. март 2022. 17:00 | Тајланд | 6 : 5 (пен) 3:0, 2:2, 0:3, 0:0, 1:0 | Јужна Африка | Градска ледена дворана, Кејптаун Посетилаца: 500 |

| Извор | Извор | Извор | Извор | Извор |
| ----- | ----- | ----- | ----- | ----- |
|       |       |       |       |       |
|       |       |       |       |       |
|       |       |       |       |       |
|       |       |       |       |       |

Напомена: Сатница свих утакмица је по локалном времену UTC+2.